# Idea paluana
Idea paluana är en fjärilsart som beskrevs av Martin 1914. Idea paluana ingår i släktet Idea och familjen praktfjärilar. Inga underarter finns listade i Catalogue of Life.